# Dolichos sericophyllus
Dolichos sericophyllus är en ärtväxtart som beskrevs av Rudolf Wilczek. Dolichos sericophyllus ingår i släktet Dolichos och familjen ärtväxter. Inga underarter finns listade i Catalogue of Life.